# Conde de la Corte

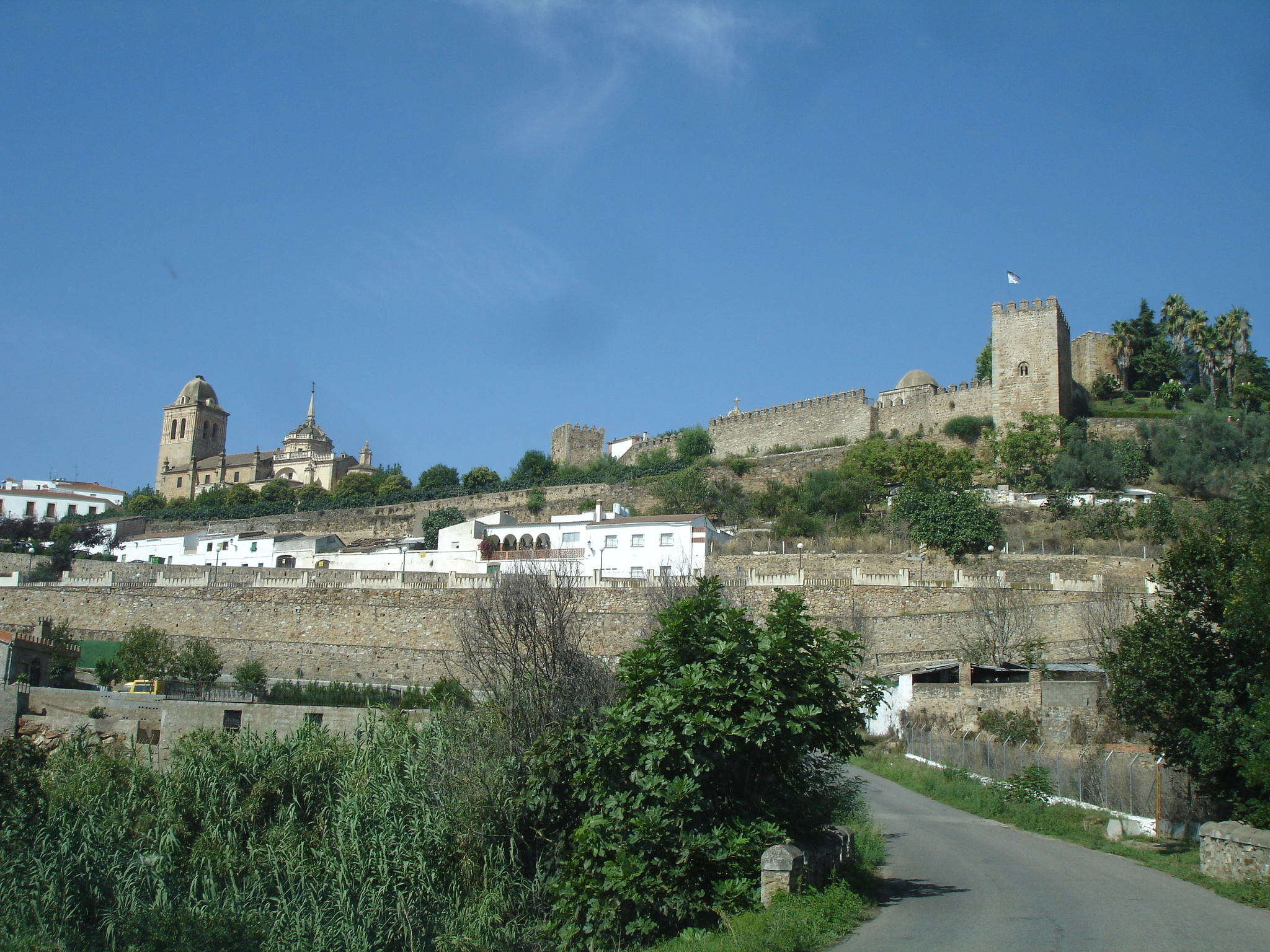
Vue de Jerez de los Caballeros où est situé l'élevage Herederos del Conde de la Corte

Conde de la Corte, qui porte aussi le nom de Herederos del Conde de la Corte (héritiers du comte de la Corte), est un élevage (ganadería) espagnol de toros de lidia du XXe siècle et du début du XXIe siècle et aussi un encaste à l'origine de nombreux autres élevages notamment de Juan Pedro Domecq. Il appartient aux petits-fils du comte, d'où son nom : héritiers du comte de la Corte. 

## Historique
L'origine de l'élevage remonte à 1912. Il est formé par la marquise de Tamarón avec des taureaux  de sa ganadería auxquels sont ajoutés des Parladé. Il est revendu huit ans plus tard au comte Mendoza de la Corte. Le comte change les couleurs, le fer et la devise de l'élevage. À sa mort, en 1964, l'élevage revient à son fils, Luis López Ovando, qui laisse la ganadería à ses trois fils, Ignacio, Agustin et Luis Guillermo López Olea.

## Identité
La devise est vert, rouge et or. Son ancienneté à Madrid remonte au 17 mai 1928. La propriété Los Bolsicos se trouve à  Jerez de los Caballeros (Badajoz, Communauté autonome d'Estrémadure).

## Caractéristiques
Les taureaux du Conde de la Corte sont dotés d'une remarquable bravoure. Ils ont longtemps été les taureaux de combat préférés des matadors vedette. En 1939, six taureaux Conde de la Corte ont été lidiés par Marcial Lalanda, Ortega, et Juan Belmonte dans une corrida interdite à Nîmes.  
Mais ce n'est plus le cas depuis la prise en charge du troupeau par les héritiers.  Frappés de faiblesse, le bétail  continue cependant d'attirer les aficionados dans les cycles de ferias de Madrid ou de Pampelune. 
On note cependant des résultats encourageants depuis un panachage avec le fer de  María Olea Villanueva, notamment parmi les novillos combattus au début des années 2000. En 2001, Conde de la Corte faisait encore partie des ganaderías ayant le plus participé avec 18 taureaux fournis. 